# Forum Literaturübersetzen Österreich
Das Forum Literaturübersetzen Österreich ist ein österreichischer Berufs- und Interessenverband.

## Geschichte
Gegründet wurde der Verein 1981 als Übersetzergemeinschaft von Utta Roy-Seifert gemeinsam mit Senta Kapoun, Hilde Linnert, Andrée Pazmandy, Uta Szyszkowitz und Heinrich Treichl. Es bestand damals in Österreich nur der Berufsverband (Universitas), der sich jedoch vor allem als Organisation von und für Sprachmittler im nichtliterarischen Bereich versteht. Die Gründung erfolgte nicht zuletzt als Reaktion auf Sanktionen, die der Paul-Zsolnay-Verlag gegen Hilde Linnert verhängte, die nach ihrer Absicht, einen Betriebsrat zu gründen, von Verlagsleiter Hans W. Polak keine Aufträge mehr bekam.
Von 2012 bis 2024 firmierte der Verband als Interessengemeinschaft von Übersetzerinnen und Übersetzern literarischer und wissenschaftlicher Werke (kurz IGÜ), bis im November 2024 auf Beschluss der Mitgliederversammlung der jetzige Name Forum Literaturübersetzen Österreich beschlossen wurde, um die Tätigkeit in den Vordergrund zu stellen.
Ein Ziel des Vereins ist die Vertretung der Literaturübersetzer·innen im In- und Ausland, sowohl im Rahmen von berufspolitischem Engagement innerhalb Österreichs – etwa über die Zusammenarbeit mit anderen kreativen Berufsverbänden im Rahmen des Kulturrats Österreich – und auch in Deutschland (wo der überwiegende Teil der Verlage heimisch sind, die Übersetzungen publizieren) in Zusammenarbeit mit dem Verband deutschsprachiger Übersetzer/innen literarischer und wissenschaftlicher Werke/VdÜ, sowie mit Zusammenschlüssen von Fachübersetzern wie der bereits erwähnten Universitas, mit Schriftstellerorganisationen wie etwa der österreichischen IG Autorinnen Autoren oder dem internationalen P.E.N.-Club und auch in übernationalen Dachverbänden wie dem CEATL (Conseil européen des associations de traducteurs littéraires) und der FIT (Fédération internationale des traducteurs). Eine weitere Kernaufgabe sieht das FLÜ in der Weiterbildung der Kollegenschaft – wofür etwa seit vielen Jahren ein alljährliches Übersetzer·innenseminar veranstaltet wird, das meist Anfang Mai stattfindet und Workshops in mehreren Sprachen sowie ein Rahmenprogramm zu wechselnden Themen und eine öffentliche Lesung von Übersetzungen anbietet. Außerdem finden im Laufe des Jahres zusätzliche Fortbildungsveranstaltungen statt, meistens im Wiener Literaturhaus, u. a. eine ca. monatliche Redigierrunde, in der Übersetzer aktuelle Probleme quasi direkt vom Schreibtisch diskutieren.
Mit mehreren Projekten und Publikationen hat der Verein eine Drehscheibenfunktion für den Literaturbetrieb – mit Schwerpunkt Übersetzungen – übernommen. So erschien bald nach der Wende in Mittel- und Osteuropa das Infonetz Literatur, eine Zusammenstellung in Buchform von umfangreichen Informationen über literarische Einrichtungen und Verlage in den ehemaligen sozialistischen Staaten, die den umstrukturierten und oft völlig neu gegründeten Literaturinteressenten die Möglichkeit zur Vernetzung bieten sollte. 1996 folgte der Translators’ Companion, eine dreisprachige Zusammenstellung von detaillierten Informationen über Literaturübersetzerverbände und Förderungsmöglichkeiten, Preise und Auszeichnungen sowie Fortbildungsangebote für Literaturübersetzer in Europa und der restlichen Welt. Seit 2007 ist der Companion auch online verfügbar.
Sitz des Vereins ist seit dessen Gründung das Literaturhaus Wien, wo ein Büro unterhalten wird. Die Geschäftsführung lag viele Jahre lang bei Brigitte Rapp, der Anfang 2022 Anja Malich nachfolgte. Sie wird weiterhin unterstützt von Claudia Zecher und Nadja Grössing. Das Amt des Vorsitzenden übernahm im Jahr 1999 Werner Richter von der Gründerin Utta Roy-Seifert. Der 2021 gewählte Vorstand besteht außerdem aus Johanna Borek, Jacqueline Csuss, Mascha Dabić, Sophie Kidd, Waltraud Kolb und Nathalie Rouanet-Herlt, sowie Robert Huez (als Repräsentant des Literaturhauses Wien), Ruth Altenhofer, Nina Frey, Birgit Pfaffinger, Daria Schnut-Hainz und Jelena Semjonowa-Herzog, die in den Vorstand kooptiert wurden. Ehrenmitglied ist Utta Roy-Seifert.
Der Verein erhält für seine Tätigkeit Subventionen des österreichischen Kulturministeriums im Bundeskanzleramt und finanziert sich darüber hinaus aus den Beiträgen der Mitglieder. Die Mitgliedschaft kann auf Antrag erworben werden. Vollmitglieder müssen mindestens eine publizierte Übersetzung im Bereich Literatur oder Wissenschaft bzw. vergleichbare Leistungen (etwa im Bühnenbereich) aufweisen; eine Mitgliedschaft als Kandidat·in sowie der Status des unterstützenden Mitglieds sind daneben auch möglich.

## Publikationen
- ÜG-Dossiers: Schwerpunktnummern zum literarischen Übersetzen
  - Nummer 1: Literatur übersetzen – Kultur übersetzen
  - Nummer 2: Treffpunkt Sprechbar – Dialoge übersetzen
  - Nummer 3: Übersetzen ist Kunst
- Dokumentationen der Übersetzerseminare und die Zeitschrift Ü wie Übersetzen
- Infonetz Literatur/Literature Infonet: Handbuch/Directory. Hrsg. v. Nadja Grössing 1992–1996. Wien: Übersetzungsgemeinschaft. ca. 400 Seiten, ISBN 3-901623-01-9.
- Übersetzer in Österreich. Verzeichnis mit bio- und bibliographischen Angaben sowie nach Sprachen, Genres und Sachgebieten geordnetem Register. Wien, 2003. 260 Seiten, ISBN 3-901623-04-3.
- The Translators’ Companion. Hrsg. v. Nadja Grössing und Brigitte Rapp 1996–1999. Informationen über Verbände, Förderungen und Ausbildungen im Bereich des literarischen Übersetzens in Europa (deutsch/englisch/französisch). Übersetzergemeinschaft, Wien 1999, 400 Seiten, ISBN 3-901623-03-5.